# Cultura di Praga-Korčak

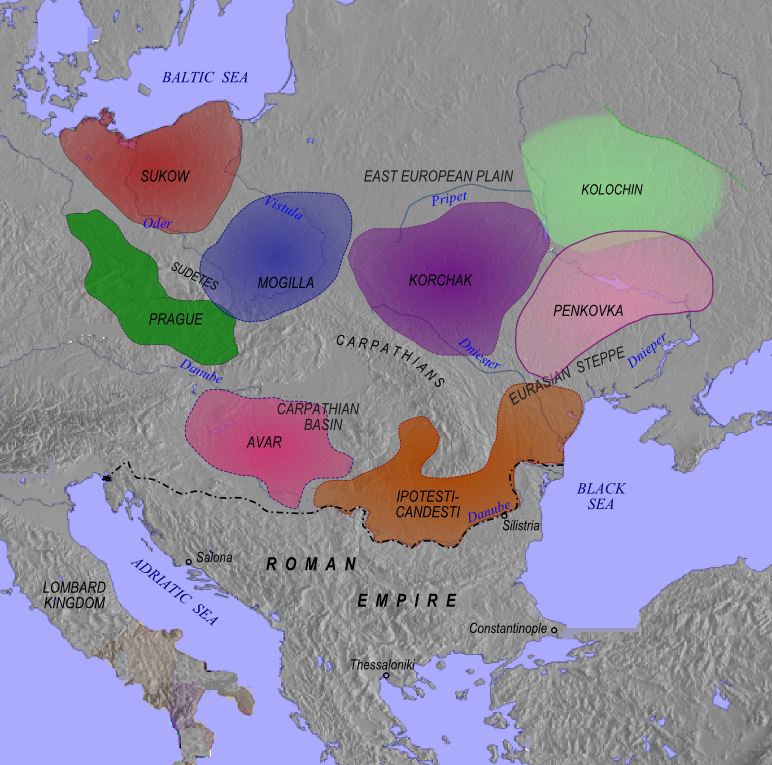
Il gruppo di culture archeologiche di Praga-Penkov-Koločin.

La cultura di Praga-Korčak era una cultura archeologica attribuita ai Protoslavi. L'altra principale cultura protoslava contemporanea era quella di Praga-Penkovka posizionata più a sud, con la quale costituisce il gruppo "di ceramiche di tipo Praga". La maggior parte dei  siti archeologici risale alla fine del V secolo e all'inizio del VI, secondo quanto suggeriscono le fibule di ferro tardoromane ivi reperite. Gli insediamenti erano di norma disposti lungo i fiumi, vicino a fonti d'acqua a cui attingere, e tipicamente non erano fortificati, con 8-20 abitazioni famigliari provviste di cortili. Le sepolture avvenivano sia in fosse superficiali sia in tumuli (kurgan), e la cremazione era predominante.
Lo studioso Michel Kazanski ha identificato la cultura di Praga del VI secolo (Praga-Korčak) e il gruppo di Sukow-Dziedzice come le culture archeologiche degli Sclaveni, e quella di Penkovka (Praga-Penkovka) è stata identificata con gli Anti.